# Nanny (serie televisiva rusa)

"Nanny" es una serie de televisión de comedia rusa producida por Amedia y Sony Pictures Television, basada en la serie de televisión estadounidense Nanny (1993-1999). 
Las primeras seis temporadas fueron transmitidas en el canal de televisión sts de 27 de septiembre de 2004 y el 12 de octubre de 2006. El público pudo ver la séptima temporada desde el 9 de noviembre de 2008.

## Trama
La serie tiene lugar en Moscú. Victoria Prutkovskaya vivía en la ciudad de Mariúpol hasta los quince años, luego se mudó con sus padres en las afueras de Moscú. Ella trabaja en un salón de bodas de su prometido Antón y está esperando su propuesta de matrimonio.  Victoria ya le pregunta directamente al chico sobre sus intenciones. Aquí resulta que Antón ya había salido con otra mujer, que ya tuvo un reemplazo tanto en el trabajo como en la vida privada.  
Al estar en la calle Victoria comienza a comerciar productos de belleza. De esa manera se encuentra en una casa de un productor de cine famoso Maxim Shatalin -  es un viudo que tiene tres hijos. Por coincidencia Maxim se confunde Victoria con una niñera que estaba esperando una entrevista. Así es como la protagonista se familiariza con los miembros de esa familia y los trabajadores de Shatalin. Maxim Shatalin no tiene la menor intención de contratar a una niñera sin experiencia y recomendaciones de los empleadores anteriores, pero él está una situación desesperada. 
A lo largo del tiempo Victoria se convierte en una niñera brillante y positiva da nuevos colores a la vida de la casa. Los niños la tratan a la niñera como a una madre de la que tanto carecen, el mayordomo Constantino se convierte en su verdadero amigo, y Shatalin comienza a ver en ella alguien más que una simple niñera.  
Todo el idilio está estropeado por la compañera de trabajo Jane, que está enamorada de él durante muchos años, tiene celos de un hombre por su nueva niñera.  
Aparte de eso, numerosos familiares de Victoria a menudo visitan la casa. Principalmente la madre de Victoria y su abuela. Con el paso de tiempo se convierten en verdaderos miembros de la familia. 
Victoria repite muchas veces dice para ella su familia es un concepto sagrado, y exige esto de Maxim, quien abandona a los niños y está ocupado con el trabajo. Con los esfuerzos de la niñera, Shatalin comienza a interesarse en la vida de sus hijas e hijo y pasa más tiempo con ellos. Y Victoria comienza a encariñarse a los niños y ya los considera como sus propios. 
Paralelamente, se está desarrollando una línea de relaciones entre Shatalin y la niñera. Maxim  que después de la muerte de su esposa dejó de prestar atención a las mujeres, se enamora de una chica alegre. Victoria le corresponde a los sentimientos del hombre.  
La situación se complica por el pánico de Maxim al miedo de cambios.Cuando Victoria y Maxim estaban regresando de su viaje de San Petersburgo los protagonistas estaban en una zona de mayor turbulencia. Maxim, pensando que el avión se está cayendo, le confiesa a Victoria sus sentimientos. Sin embargo, luego entra en pánico y retracta de sus palabras. Esto pone a la niñera muy irritada: ahora Victoria está claramente consciente de la renuencia del hombre a cambiar algo. Ella entiende que esperar otra confesión puede llevar mucho tiempo. Por lo tanto, ahora Victoria se comporta como una mujer libre y comienza a conocer a otros hombres, incluso casi se casa un par de veces, lo que a menudo causa muchas situaciones cómicas. 
Todo cambia cuando Victoria se entera de que ya lleva unos años casando,  que está casada con un guía de la ciudad de Sochi. La niñera y su amiga van a buscar un marido malo para que se divorcie. Al principio, Shatalin cree que su amada ha encontrado a un novio nuevo en la ciudad de Sochi, y cuando Victoria se marcha, Maxim descubre que ya está casada. Esto le pone a Maxim muy irritado, él exige a la niñera que se divorcie con su esposo. Victoria, por ira, se niega:¿Pero no entiendo por qué debería divorciarme de él? ¿Me divorciaré y luego esperaré muchos años que alguien me proponga matrimonio? 
Después de esta conversación, Maxim le hace una propuesta a Victoria:" Cuando pensé que ibas a Sochi para casarte con alguien allí, me di cuenta de que sería un completo tonto si te dejaba ir". 
- Datos: Q600931